# Gyraulus
Gyraulus Charpentier, 1837è un genere di molluschi gasteropodi d'acqua dolce della famiglia Planorbidae conosciuti anche come le lumache dalle corna d'ariete.
Si pensa che questo genere sia presente sulla Terra sin dall'inizio del Cretacico; fossili attribuiti ad esso e risalenti a 125 milioni di anni fa sono stati infatti scoperti in sedimenti presenti su un fondale lacustre nella formazione di Yixian, in Cina.

## Distribuzione e habitat
Il genere ha un areale olartico e i molluschi che vi appartengono vivono su piante acquatiche d'acqua dolce.

## Tassonomia
Comprende le seguenti specie:
- Gyraulus acronicus (A. Férussac, 1807)
- Gyraulus albidus Radoman, 1953
- Gyraulus albus (O. F. Müller, 1774)
- Gyraulus amplificatus (Mori, 1938)
- Gyraulus argaeicus (Sturany, 1904)
- Gyraulus associatus (Westerlund, 1883)
- Gyraulus atkinsoni (R. M. Johnston, 1879)
- Gyraulus bakeri Brandt, 1974
- Gyraulus balteatus van Benthem Jutting, 1963
- Gyraulus bekaensis Glöer & Bössneck, 2007[4]
- Gyraulus biwaensis (Preston, 1916)
- Gyraulus borealis (Lovén in Westerlund, 1875)
- Gyraulus brongersmai van Benthem Jutting, 1963
- Gyraulus chinensis (Dunker, 1848)
- Gyraulus circumstriatus (Tryon, 1866)
- Gyraulus clymene (Shuttleworth, 1852)
- Gyraulus cockburni (Godwin-Austen, 1883)
- Gyraulus connollyi D. S. Brown & Van Eeden, 1969
- Gyraulus convexiusculus (Hutton, 1849)
- Gyraulus corinna (Gray, 1850)
- Gyraulus costulatus (F. Krauss, 1848)
- Gyraulus crenophilus Hubendick & Radoman, 1959
- Gyraulus deflectus (Say, 1824)
- Gyraulus demissus (Westerlund, 1883)
- Gyraulus edgbastonensis D. S. Brown, 2001
- Gyraulus egirdirensis Glöer & Girod, 2013
- Gyraulus ehrenbergi (Beck, 1837)
- Gyraulus eichwaldi (Clessin & W. Dybowski in W. Dybowski, 1887)
- Gyraulus elenae Vinarski, Glöer & Palatov, 2013
- Gyraulus essingtonensis (E. A. Smith, 1883)
- Gyraulus eugyne Meier-Brook, 1983
- Gyraulus euphraticus (Mousson, 1874)
- Gyraulus feuerborni Rensch, 1934
- Gyraulus fontinalis Hubendick & Radoman, 1959
- Gyraulus frigidarius van Benthem Jutting, 1963
- Gyraulus gilberti (Dunker, 1848)
- Gyraulus hebraicus (Bourguignat, 1852)
- Gyraulus hesperus (Iredale, 1943)
- Gyraulus hiemantium (Westerlund, 1883)
- Gyraulus homsensis (Dautzenberg, 1894)
- Gyraulus hubendicki Brandt, 1974
- Gyraulus huronensis J.B. Burch & Jung, 1989
- Gyraulus huwaizahensis Glôer & Naser, 2005
- Gyraulus illibatus (Westerlund, 1883)
- Gyraulus infirmus (Mori, 1938)
- Gyraulus infraliratus (Westerlund, 1876)
- Gyraulus ioanis Glöer & Pešić, 2007
- Gyraulus isingi (Cotton & Godfrey, 1932)
- Gyraulus iwaotakii (Mori, 1938)
- Gyraulus janinensis (Mousson, 1859)
- Gyraulus kahuica (Finlay & Laws, 1931)
- Gyraulus kosiensis Glöer & Bössneck, 2013
- Gyraulus kruglowiae (Johansen, 1937)
- Gyraulus ladacensis (Nevill, 1878)
- Gyraulus laevis (Alder, 1838)
- Gyraulus limbatus van Benthem Jutting, 1963
- Gyraulus luguhuensis F.-Y. Shu, Köhler, C.-C. Fu & H.-Z. Wang, 2013
- Gyraulus lychnidicus Hesse, 1928
- Gyraulus malayensis Meier-Brook, 1983
- Gyraulus mauritianus (Morelet, 1876)
- Gyraulus meierbrooki Glöer & Pešić, 2007
- Gyraulus meridionalis (Brazier, 1875)
- Gyraulus mienanus D. S. Brown, 1998
- Gyraulus minusculus (Moskvicheva in Dvoriadkin, 1980)
- Gyraulus montrouzieri (Gassies, 1863)
- Gyraulus nedyalkovi Glöer & Georgiev, 2012
- Gyraulus noziriensis (Mori, 1938)
- Gyraulus pamphylicus Glöer & Rähle, 2009
- Gyraulus parvus (Say, 1817)
- Gyraulus piscinarum (Bourguignat, 1852)
- Gyraulus prasongi Brandt, 1974
- Gyraulus proclivis (von Martens, 1897)
- Gyraulus riparius (Westerlund, 1865)
- Gyraulus rossiteri (Crosse, 1871)
- Gyraulus rossmaessleri (Auerswald, 1852)
- Gyraulus rotula (Benson, 1850)
- Gyraulus scottianus (R. M. Johnston, 1879)
- Gyraulus sentaniensis van Benthem Jutting, 1963
- Gyraulus shasi Glöer & Pešić, 2007
- Gyraulus siamensis (Martens, 1867)
- Gyraulus sivalensis (Clessin, 1884)
- Gyraulus spirillus (Gould, 1859)
- Gyraulus stankovici Hadžišče, 1953
- Gyraulus stromi (Westerlund, 1881)
- Gyraulus sumatranus (von Martens, 1897)
- Gyraulus takhteevi Sitnikova & Peretolchina, 2018
- Gyraulus taseviensis Glöer & Girod, 2013
- Gyraulus terekholicus (Prozorova & Starobogatov, 1997)
- Gyraulus terraesacrae Rensch, 1934
- Gyraulus tokyoensis (Mori, 1938)
- Gyraulus trapezoides Poliński, 1929
- Gyraulus umbiliciferus (Kozhov, 1936)
- Gyraulus waterhousei (Clessin, 1885)

Sono state descritte anche le seguenti entità, si incerto status tassonomico:
- Gyraulus acutus Clessin, 1907 (taxon inquirendum)
- Gyraulus percarinatus Paraense, 2000 (taxon inquirendum, nome non disponibile in ICZN Art. 16.4)
- Gyraulus pulcher (Mori, 1938) (taxon inquirendum)
- Gyraulus dybowskii (Kolesnikov, 1947) (nomen dubium)
- Gyraulus sulcatus (Logvinenko & Starobogatov, 1966) (nomen dubium)